# Rivière Laflamme
Pour les articles homonymes, voir Laflamme.
La rivière Laflamme est un affluent de la rive ouest de la rivière Bell laquelle coule vers le nord pour se déverser sur la rive sud du lac Matagami (bassin versant de la baie James). La rivière Laflamme coule successivement dans les régions administratives de :
- Abitibi-Témiscamingue : municipalités de Barraute, Champneuf (limite ouest de la municipalité), La Morandière, Rochebaucourt, Lac-Despinassy ;
- Nord-du-Québec : municipalité de Eeyou Istchee Baie-James, dans la région administrative du Nord-du-Québec, au Québec, au Canada.

## Géographie

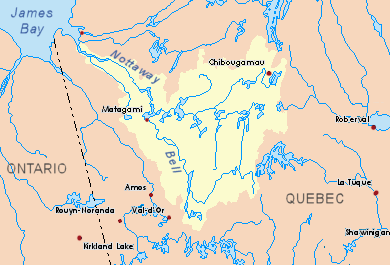
Bassin versant de la rivière Nottaway

Les bassins versants voisins de la rivière Laflamme sont :
- côté nord : rivière Bell, Chenal de l'Ouest (rivière Bell) ;
- côté est : rivière Bell, ruisseau Kâpakekônemekâk, ruisseau du Castor, lac à la pluie (sur le cours de la rivière Bell), ruisseau Pakodji, rivière Despinassy ;
- côté sud : rivière Senneville, rivière Fiedmont, rivière Harricana, rivière Bourlamaque, rivière Courville ;
- côté ouest : rivière Allard, rivière Bigniba, rivière Daniel, ruisseau Hurault.

La rivière Laflamme prend sa source au lac Fiedmont (longueur : 7,3 km ; altitude : 304 m), situé au sud du village de Barraute, en Abitibi, soit à 27,5 k au nord de Val d'Or. Le lac Fiedmont recueille notamment les eaux du ruisseau Nadon (venant de l'est), de la décharge du lac Vert (venant du sud) et du ruisseau Barraute (venant du nord-ouest).
À partir du lac de tête, la rivière Laflamme coule sur 137 km (au total) vers le nord en traversant l'est du village de Barraute, et en longeant irrégulièrement vers le nord la route 386, puis la route 397, ainsi que le chemin de fer. Sur son cours, la rivière draine les zones rurales en passant à l'est du hameau La Morandière, à l'est du hameau "Rochebaucourt" et à l'est du hameau Despinassy. La rivière passe aussi près d'un arrêt le long de la voie ferrée vers Chibougamau, nommé Val-Laflamme.
Sur son cours, la rivière recueille les eaux des principaux ruisseaux/rivière suivants :
Rive Est : (à partir de l'embouchure)
- ruisseau Kâhobetinâwi
- ruisseau Wekwatinâtin
- ruisseau Pakodji,
- rivière Bartouille,
- rivière Despinassy,
- ruisseau Tourville,
- ruisseau Robidoux,
- ruisseau Rochebaucourt,
- ruisseau Blin,
- ruisseau Frenette,
- ruisseau du Troisième Rang,
- ruisseau du Castor,
- ruisseau Frenette,
- cours d'eau Jobin,

Rive Ouest :(à partir de l'embouchure)
- ruisseau Kâminihikosek,
- rivière Bernetz,
- rivière Castagnier,
- ruisseau Laflamme,
- ruisseau Lalancette
- ruisseau Jolin,
- rivière La Morandière (recueillant le ruisseau Carpentier),
- ruisseau Gélinas,
- ruisseau Lambert,
- ruisseau Dionne,
- rivière Lapromanade,
- ruisseau Pelletier,
- ruisseau Marcotte,
- ruisseau Fisher,
- ruisseau des Troisième et Quatrième rangs,
- rivière des Aulnes (rivière Laflamme) (recueillant le ruisseau Marcotte),
- ruisseau Gagnon.

La rivière Laflamme serpente vers le nord en traversant sept cantons avant de se déverser sur la rive ouest de la rivière Bell. L'île Cikwanikaci (longueur : 3,7 km) constitue la première grande île sur la rivière ; cette île est située face à l'embouchure de la rivière Bernetz (venant de l'ouest). L'île Canica (longueur : 23,9 km ; largeur maximale : 11,6 km) est située sur la rivière Laflamme, là où cette dernière se divise en deux bras dont l'un se dirige sur 4,9 km vers l'est jusqu'à son embouchure dans la rivière Bell ; l'autre bras (désigné Chenal de l'ouest) se dirige sur 27,1 km vers le nord en recueillant les eaux de la rivière Bigniba, jusqu'à se déverser sur la rive sud de la rivière Bell. L'embouchure ce chenal est situé à 4,0 km en amont de l'embouchure de la rivière Daniel.

## Toponymie
Cet important cours d'eau de l'Abitibi était identifié par la dénomination amérindienne Natagan ou Natagagan, signifiant eaux tortueuses.
Le toponyme Rivière Laflamme évoque l'œuvre de vie de Joseph-Clovis-Kemner Laflamme (Saint-Anselme, 1849 – Québec, 1910) qui fit ses études au Séminaire de Québec. Il enseigne déjà la minéralogie et la géologie au Séminaire depuis deux ans, lorsqu'il est ordonné prêtre en 1872. Il est professeur à la Faculté des arts de l'Université Laval, dont il sera d'ailleurs recteur de 1893 à 1899 et de 1908 à 1909.
En 1910, Mgr Laflamme sera le principal artisan de la fondation de l'École forestière. Auteur de plusieurs travaux, en particulier sur la Montmorency, le Saguenay et la Beauce, il est surtout connu par ses Éléments de minéralogie, de géologie et de paléontologie, publiés en 1898, ainsi que par ses études sur les glissements de terrain et sur l'œuvre scientifique du docteur Michel Sarrazin. Membre de plusieurs académies et sociétés savantes, canadiennes et étrangères, Joseph-Clovis-Kemner Laflamme s'est mérité plusieurs honneurs et de distinctions notamment aux États-Unis, en France et en Belgique. Mgr Laflamme participe à la fondation de la Société royale du Canada en 1882 dont il assume la présidence en 1891. Rome lui a attribué le titre de Protonotaire apostolique.
Le toponyme Rivière Laflamme a été officialisé le 5 décembre 1968 à la Commission de toponymie du Québec.